# Anisaldeide
L’anisaldeide è un composto organico che consiste in un anello benzenico sostituito con un metossile e un gruppo aldeidico. È un liquido limpido e incolore con un forte odore. Esiste nelle forme orto, meta e para; il termine anisaldeide corrisponde solitamente all'isomero para.
È presente nell'anice, da cui prende il nome, ed è strutturalmente simile alla vanillina. È utilizzata come intermedio nella sintesi di altri importanti composti farmaceutici e aromatizzanti, in particolare sotto forma di orto-anisaldeide, caratterizzata da un aroma di liquirizia.
Un reattivo a base di para-anisaldeide è frequentemente usato come agente rivelatore per cromatografia su strato sottile. La ricetta per la sua preparazione prevede l'utilizzo di 1.5 mL di p-anisaldeide, 2 mL di acido solforico e 1 mL di acido acetico in 37 mL di etanolo; dopo l'eluizione, la lastrina deve essere immersa nella miscela e successivamente scaldata. Questo reattivo è particolarmente utile perché conferisce colore diverso alle diverse macchie sulla lastrina, permettendone una più facile distinzione.